# Zsélyi Aladár

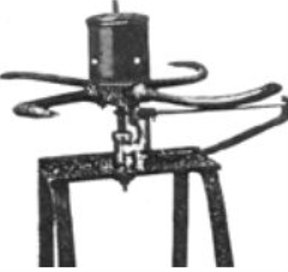
Zsélyi féle gázturbina

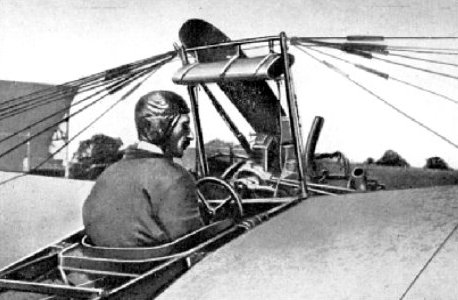
Zsélyi Aladár repülőgépének a pilótaülésében

Zsélyi Aladár (Koch Aladár) (Csalár, 1883. december 12. – Budapest, 1914. július 1.) magyar gépészmérnök, repülőgép-tervező.

## Életpályája
Az egykor Nógrád megyéhez, ma Szlovákiához tartozó Csaláron született. Középiskoláit Losoncon végezte, majd 1901-ben beiratkozott a királyi József Műegyetem gépészmérnöki szakára. Már egyetemi évei alatt foglalkoztatta a repülés, főként annak műszaki kérdései. Blériot 1909-es budapesti bemutatója akkora hatással volt rá, hogy hamarosan saját repülőgép tervezésébe kezdett.  Gépénél több, korát megelőző konstrukciós megoldást alkalmazott. Ő alkalmazott először olyan kormányszerkezetet, amellyel a repülőgép valamennyi irányban irányítható volt. Nevéhez fűződik a rugózó futómű, valamint a kerekek közé szerelt biztonsági csúszótalp. Tervezett egy 30 LE-s motorral felszerelt hidroplánt, melyet a Dunán akart kipróbálni.
Magyarországon elsőként kezdett el foglalkozni a gázturbinákkal, amelynek a repülésben való alkalmazásához nagy reményeket fűzött. Jelentős tudományos és publikációs tevékenységet fejtett ki, ő volt a magyar repülési szakirodalom megalapítója. 1912. októberében "A nagy aeroplánok kérdése" című munkájában egy 34 személyes utasszállító repülőgép ötletét mutatta be. A tudományos tevékenysége és a repülőgép-építés mellett repült is, saját tervezésű gépeit többnyire ő vezette. Repülőgépeinek építését mérnöki számítások alapján végezte.
Első repülőgépe a Zsélyi I. volt, amellyel 1910 februárjában kezdődtek el a próbák. A zongorahúrokkal merevített, 7 méteres fesztávolságú, 150 kg tömegű, egyfedelű gépbe 30 LE-s francia "Darraque" motort épített, légcsavarja – miután a gép Chauviére-csavarja már a műhelyi kísérletek alkalmával tönkrement – magyar gyártmányú volt. A Zsélyi I. 1910. március 15-én emelkedett először a levegőbe az úgynevezett „futó” próbáknál, de ezek még csupán 10—12 méteres ugrások voltak. Májusig a bal szárny többször is összetört, ezért monoplánját az addigi kísérleteinél nyert tapasztalatai alapján átalakította. Később ezt említik Zsélyi II. néven. Az 1910. május 26–27-én megrendezett pilóta-versenyen Zsélyi megnyerte az első két díjat. Hamarosan már 18 km-t tett meg gépével, amely a maga idejében jelentős teljesítménynek számított.
1910 júniusában a Károlyi-díjakért kívánt pályázni, és a második Károlyi-díjért repülés közben súlyos baleset érte, gépe összetört. A Közlekedésügyi Múzeum igazgatósága már ekkor meg akarta vásárolni az összetört gépét vagy annak újraépített modelljét a múzeum számára, minthogy ez volt az első magyar aeroplán, amely sikert ért el s így „kulturhistoriai becse van”, ami később sikerült is, de ez a második világháborúban a múzeum épületét ért bombatalálatkor súlyosan megsérült. A Magyar Aero Club tiszteleti tagjává választotta. Kelenföldi tisztelői és barátai még októberben egy Tarján Elemér iparművész által készített plakettet (egy márványlapon alul az emléklap alapítóinak névaláírásai, felül bronz domborművel, amelyen Zsélyit aeroplánján ülve ábrázolták) adtak át az aviatikusnak.
Repülőgépeinek építésében és azok berepülésében részt vettek Kvasz András, a Tóth testvérek, és Csermely Károly is.
1913 márciusától június 16-áig a bécsújhelyi repülőiskolában tanult, ahol sikeres  pilótavizsgát tett. Ugyanebben az évben megépítette harmadik repülőgépét, a Zsélyi III.-at, amelyhez már állami támogatást is kapott. Ezzel a géppel az akkor általános 90–100 km/h sebességgel szemben 170 km/h csúcssebességet ért el.

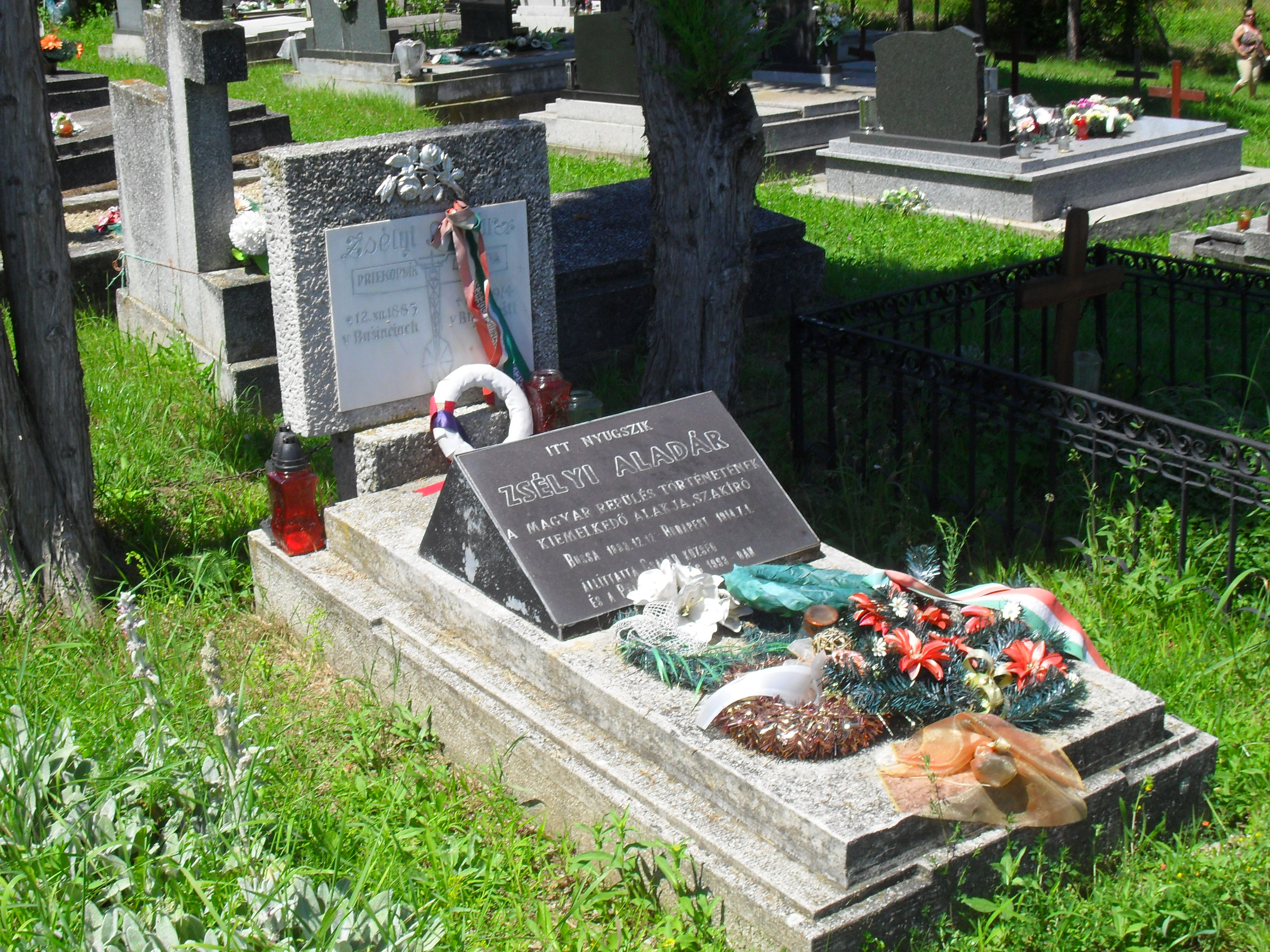
Zsélyi Aladár síremléke a csalári temetőben

A Kúti István által halálának 100. évfordulójára 2014-ben megjelent összefoglalója szerint a rosszul látó Zsélyi Aladár gyakran szenvedett balesetet repülőgépeivel, ezek közül kettő volt súlyos. Először 1910. június 1-jén zuhant le. Ekkor kirepült az összetört repülőgépből. A karja kificamodott, és súlyos agyrázkódást szenvedett. A balesetet követően több mint egy hónapig kórházban volt. Felépülése után azonban folytatta repülési kísérleteit. 1914. április 15-én repülőgépének motorja meghibásodott, az alacsony sebesség miatt a gép átesett és lezuhant. A balesetben a jobb alkarján nyílt törést szenvedett. A seb elfertőződött, tetanusz mérgezést szenvedett. Két héttel később, 1914. július 1-jén meghalt.
Utolsó kívánsága szerint honi földben temették el, az Ipoly jobb partján lévő Csalár temetőjében, szülei sírja mellett nyugszik.

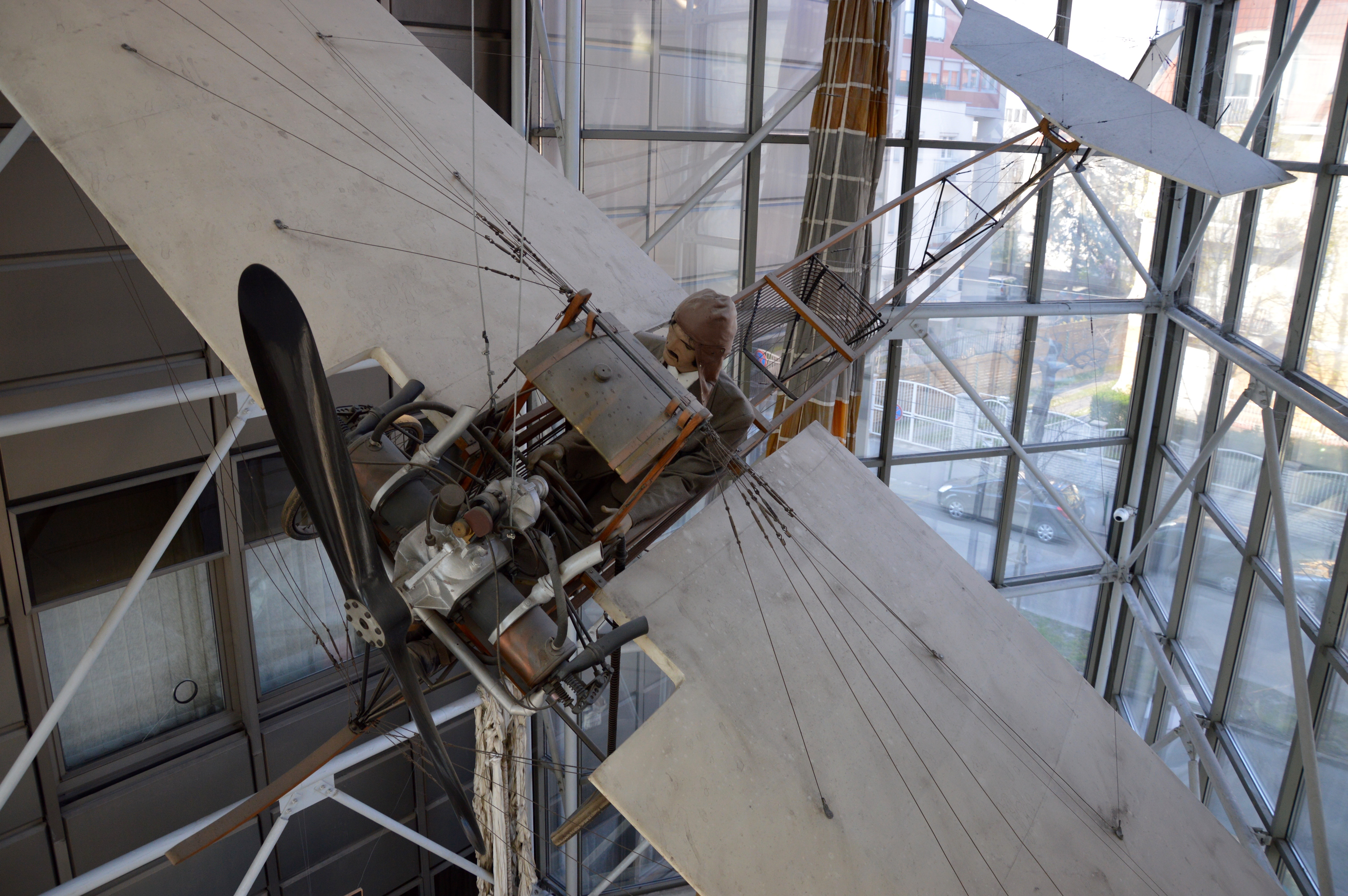
A Zsélyi II repülőgép makettje a Közlekedési Múzeumban

A második világháborúban megsérült Közlekedési Múzeum épületének romjai alól az ott kiállított eredeti Zsélyi-gép motorját sikerült kimenteni és helyreállítani, azonban technikatörténeti szempontból helyesebbnek tartották, ha nem rekonstrukció készül a megmaradt alkatrészek felhasználásával, hanem az eredetit külön megőrzik. Így 1965-ben a mátyásföldi honvédségi javító műhelyben, a parancsnok támogatásával a központi repülő klub veterán szakosztályának három tagja (Keszthelyi Ambrus, Szabó Károly, az építés vezetője és Farnadi László, aki az eredeti gép repülésekor 13 esztendős volt) elkészítette a második világháborúban jelentősen megsérült Zsélyi monoplán élethű rekonstrukcióját a múzeum számára.
A második világháború utánra jeltelenné vált sírját 1978-ban Miloslav Mihály kalondai pilóta, a losonci sportrepülőtér parancsnoka és felesége „fedezte fel” újból, miután adatgyűjtés közben a készülő tanulmányához (a Losonc és környékének repülési múltjához) a múzeum repüléstörténettel foglalkozó főmunkatársa megkérte, hogy szempontjai szerint kutassa fel. Ezt követően a nyughelyet saját költségén rendbe hozta és szlovák felirattal látta el, mivel a síremlék felállítása hivatalos úton hosszú időt vett volna igénybe.

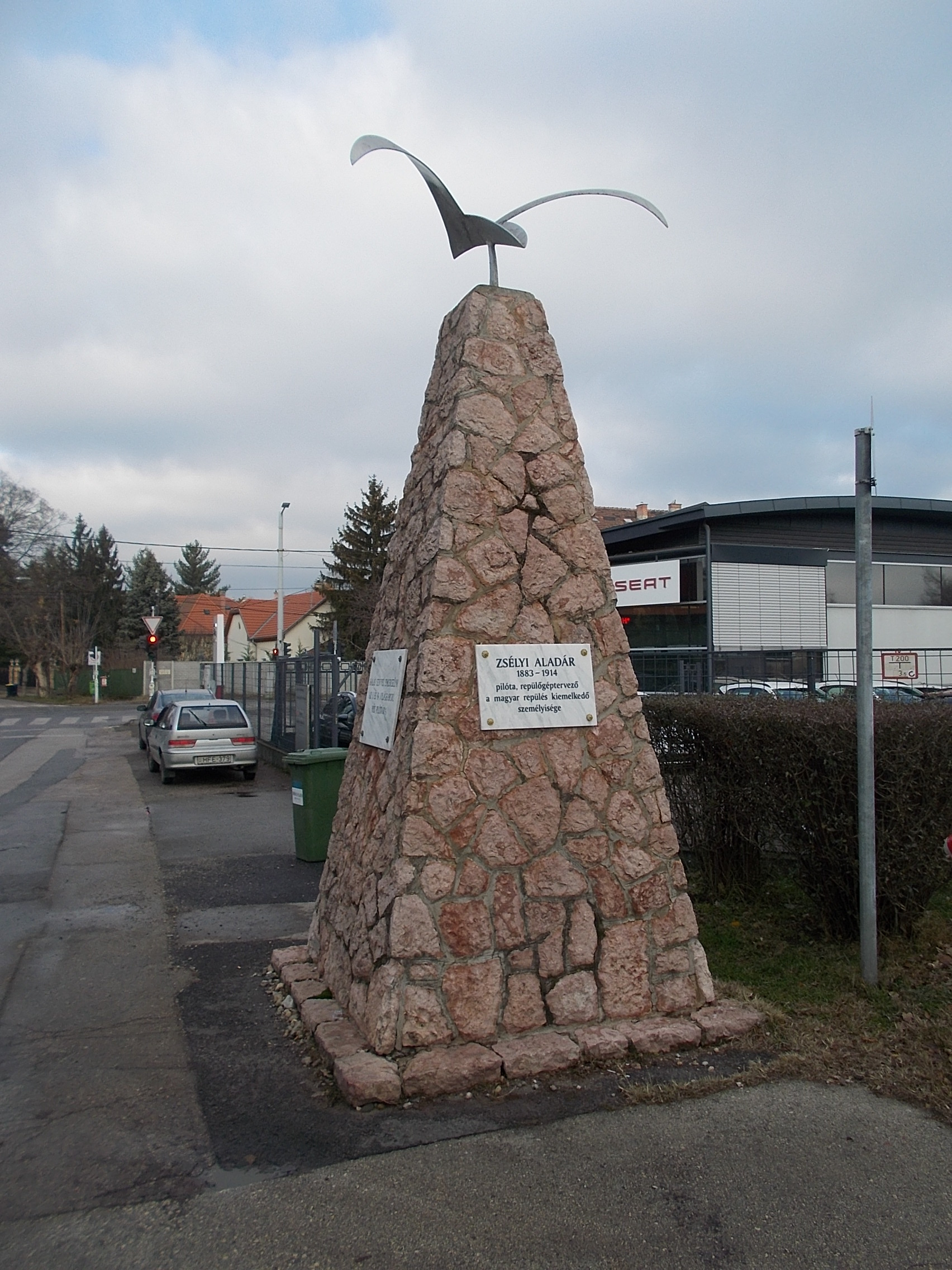
A mátyásföldi Újszász utcai repülős emlékmű Zsélyi emléktáblájával

Emlékét 1981 óta – a Közlekedési Múzeum, a Magyar Repülő Szövetség és az MHSZ budapesti vezetősége általi javaslattal, hogy a magyar repülés vezető alakjairól nevezzenek el utakat Budapest XVI. kerületében, – a mátyásföldi repülőtér közelében lévő, róla elnevezett utca is őrzi. Emléktábláját 2017-ben helyezték el az ősrepülő emlékmű (Újszász utca 45/c) oldalán.
1993. december 12-én, Zsélyi születésének 110. évfordulóján a Palóc Társaság, Bussa és Csalár polgármestere és önkormányzata segítségével Zsélyi Aladár-emléknapot szervezett. A kis nógrádi falu temetőjében ekkor közösen magyar nyelvű emléktáblát állítottak a meglevő szlovák mellé a következő szöveggel: „Itt nyugszik Zsélyi Aladár, a magyar repülés történetének kiemelkedő alakja, szakíró. Bussa, 1883. XII. 12. - Budapest, 1914. VI. 1.”. szülőfalujában, Bussa főterén pedig kétnyelvű emléktábla és 1998 óta a Zsélyi Aladár társaság által fenntartott emlékszoba hirdeti érdemeit. Ugyanebben az évben jelent meg Haraszti Mária szerkesztésében a Magyar ikarosz - Zsélyi Aladár élete és munkássága című könyv.

## Művei
- A repülőgép-technika alapelvei (Budapest, 1909);
- Prinzipien der Flugtechnik (Rostock, 1910);
- Mechanika (Budapest, 1911);
- A nagy aeroplánok kérdése (Melczer Tiborral közösen, Budapest, 1912);
- A gázturbina, kísérletek az új hőerőgép megalkotására (Budapest, 1913, németül: Berlin, 1913).
- A magyar aviatika hőskora (Bp., 1936);

## Külső hivatkozások
- Hármashatárhegyi Alapítvány
- Zsélyi Aladár a Magyar életrajzi lexikonban[halott link]
- Aeronews.hu